# Fritz Kötter
Fritz Kötter (Berlim, 8 de novembro de 1857 — Schopfheim, 17 de agosto de 1912) foi um matemático alemão. Sua área principal de trabalho foi matemática aplicada, e foi o primeiro professor de mecânica aplicada da Universidade Técnica de Berlim.
Kötter estudou em Berlim e na Universidade de Halle, onde obteve o doutorado em 1883. Em 1887 obteve a habilitação em Berlim, onde foi um dos que auxiliaram Karl Weierstrass na edição de suas obras. Em 1895 foi chamado como professor da nova cátedra de matemática na Bergakademie. A partir de 1900 foi o primeiro professor de mecânica aplicada da Universidade Técnica de Berlim, onde permaneceu até morrer.
Kötter também trabalhou com a teoria da pressão lateral do solo (Erddrucklehre), e publicou sobre o assunto um artigo de revisão no Jahresbericht der Deutschen Mathematikervereinigung.